# Paris-Nice 1963
Paris-Nice 1963 est la 21e édition de la course cycliste Paris-Nice. La course a lieu entre le 10 et le 17 mars 1963. La victoire revient au coureur français Jacques Anquetil, de l'équipe Saint-Raphaël, devant son coéquipier Rudi Altig et Rik Van Looy (G.B.C.).

## Participants
Dans cette édition de Paris-Nice, 88 coureurs participent divisés en 11 équipes G.B.C., Saint-Raphaël, Mercier-BP, Pelforth-Sauvage-Lejeune, Peugeot-BP, Wiel's-Groene Leeuw, Margnat-Paloma, Solo-Terrot, Molteni, Urago-Gancia et Kas. L’épreuve est terminée par 45 coureurs.

## Étapes
| Étapes                | Date    | Villes étapes                             | Km      | Vainqueur d’étape        | Leader du classement général |
| --------------------- | ------- | ----------------------------------------- | ------- | ------------------------ | ---------------------------- |
| 1re étape             | 10 mars | Fontainebleau-Decize                      | 240 km  | Rik Van Looy             | Rik Van Looy                 |
| 2e étape              | 11 mars | Decize-Saint-Honoré-les-Bains             | 93 km   | Rudi Altig               | Rudi Altig                   |
| 3e étape, 1er secteur | 12 mars | Saint-Honoré-les-Bains-Montceau-les-Mines | 115 km  | Joseph Wouters           | Rudi Altig                   |
| 3e étape, 2e secteur  | 12 mars | Circuit de l'étang du Plessis (clm)       | 19.2 km | Pelforth-Sauvage-Lejeune | Rudi Altig                   |
| 4e étape              | 13 mars | Montceau-les-Mines-Saint-Étienne          | 198 km  | Rik Van Looy             | Rudi Altig                   |
| 5e étape              | 14 mars | Tournon-Montpellier                       | 212 km  | Rudi Altig               | Rudi Altig                   |
| 6e étape, 1er secteur | 15 mars | Montpellier-Vergèze (clm)                 | 38 km   | Jacques Anquetil         | Rudi Altig                   |
| 6e étape, 2e secteur  | 15 mars | Vergèze-Margnat-Village                   | 108 km  | André Darrigade          | Rudi Altig                   |
| 7e étape              | 16 mars | Ajaccio-Bastia                            | 184 km  | Rolf Wolfshohl           | Jacques Anquetil             |
| 8e étape              | 17 mars | Nice-Nice                                 | 182 km  | Rik Van Looy             | Jacques Anquetil             |

## Résultats des étapes

### 1reétape
10-03-1963. Fontainebleau-Decize, 240 km.
|   | Cycliste        | Équipe        | Temps           |
| - | --------------- | ------------- | --------------- |
| 1 | Rik Van Looy    | G.B.C.        | 6 h 14 min 02 s |
| 2 | Rudi Altig      | Saint-Raphaël | m.t.            |
| 3 | Jean Stablinski | Saint-Raphaël | m.t.            |

### 2eétape
11-03-1963. Decize-Saint-Honoré-les-Bains 93 km.
|   | Cycliste           | Équipe        | Temps           |
| - | ------------------ | ------------- | --------------- |
| 1 | Rudi Altig         | Saint-Raphaël | 2 h 23 min 54 s |
| 2 | Rik Van Looy       | G.B.C.        | + 15 s          |
| 3 | Frans Melckenbeeck | Mercier-BP    | m.t.            |

### 3eétape,1ersecteur
12-03-1963. Saint-Honoré-les-Bains-Montceau-les-Mines, 115 km.
|   | Cycliste           | Équipe      | Temps           |
| - | ------------------ | ----------- | --------------- |
| 1 | Joseph Wouters     | Solo-Terrot | 2 h 58 min 29 s |
| 2 | Rik Van Looy       | G.B.C.      | m.t.            |
| 3 | Arthur de Cabooter | Solo-Terrot | m.t.            |

### 3eétape,2esecteur
12-03-1963. Circuit de l'étang du Plessis 19,2 km (clm).
|   | Équipe                   | Temps           |
| - | ------------------------ | --------------- |
| 1 | Pelforth-Sauvage-Lejeune | 1 h 36 min 00 s |
| 2 | Wiel's-Groene Leeuw      | +1 min 00 s     |
| 3 | G.B.C.                   | + 1 min 08 s    |

### 4eétape
13-03-1963. Montceau-les-Mines-Saint-Étienne, 198 km.
|   | Cycliste       | Équipe        | Temps           |
| - | -------------- | ------------- | --------------- |
| 1 | Rik Van Looy   | G.B.C.        | 5 h 22 min 45 s |
| 2 | Joseph Wouters | Solo-Terrot   | m.t.            |
| 3 | Rudi Altig     | Saint-Raphaël | m.t.            |

### 5eétape
14-03-1963. Tournon-Montpellier, 212 km.
|   | Cycliste      | Équipe              | Temps           |
| - | ------------- | ------------------- | --------------- |
| 1 | Rudi Altig    | Saint-Raphaël       | 5 h 49 min 17 s |
| 2 | Benoni Beheyt | Wiel's-Groene Leeuw | m.t.            |
| 3 | Rik Van Looy  | G.B.C.              | m.t.            |

### 6eétape,1ersecteur
15-03-1963. Montpellier-Vergèze, 38 km (clm).
16 coureurs écopent d'une minute de pénalité pour avoir pris le sillage du concurrent venant de les doubler au cours de l'étape contre-la-montre.
|   | Cycliste         | Équipe                   | Temps        |
| - | ---------------- | ------------------------ | ------------ |
| 1 | Jacques Anquetil | Saint-Raphaël            | 51 min 37 s  |
| 2 | Rudi Altig       | Saint-Raphaël            | + 2 s        |
| 3 | Joseph Groussard | Pelforth-Sauvage-Lejeune | + 2 min 20 s |

### 6eétape,2esecteur
15-03-1963. Vergèze-Margnat-Village, 108 km.
|   | Cycliste        | Équipe         | Temps           |
| - | --------------- | -------------- | --------------- |
| 1 | André Darrigade | Margnat-Paloma | 2 h 26 min 34 s |
| 2 | Rolf Wolfshohl  | Solo-Terrot    | m.t.            |
| 3 | Jean Graczyk    | Margnat-Paloma | + 34 s          |

### 7eétape
16-03-1963. Ajaccio-Bastia, 184 km.
|   | Cycliste         | Équipe        | Temps           |
| - | ---------------- | ------------- | --------------- |
| 1 | Rolf Wolfshohl   | Solo-Terrot   | 5 h 22 min 31 s |
| 2 | Jacques Anquetil | Saint-Raphaël | + 12 s          |
| 3 | Raymond Poulidor | Mercier-BP    | m.t.            |

### 8eétape
17-03-1963. Nice-Nice, 182 km.
Quatrième victoire consécutive de Rik Van Looy à Nice.
|   | Cycliste           | Équipe        | Temps           |
| - | ------------------ | ------------- | --------------- |
| 1 | Rik Van Looy       | G.B.C.        | 5 h 18 min 40 s |
| 2 | Frans Melckenbeeck | Mercier-BP    | + 2 s           |
| 3 | Rudi Altig         | Saint-Raphaël | m.t.            |

## Classements finals

### Classement général
|    | Cycliste            | Équipe                   | Temps            |
| -- | ------------------- | ------------------------ | ---------------- |
| 1  | Jacques Anquetil    | Saint-Raphaël            | 37 h 13 min 29 s |
| 2  | Rudi Altig          | Saint-Raphaël            | + 53 s           |
| 3  | Rik Van Looy        | G.B.C.                   | + 3 min 04 s     |
| 4  | Henry Anglade       | Pelforth-Sauvage-Lejeune | + 3 min 31 s     |
| 5  | Joseph Groussard    | Pelforth-Sauvage-Lejeune | + 3 min 38 s     |
| 6  | Luís Otaño          | Margnat-Paloma           | + 4 min 31 s     |
| 7  | Jean Stablinski     | Saint-Raphaël            | + 4 min 43 s     |
| 8  | Hans Junkermann     | Wiel's-Groene Leeuw      | + 6 min 05 s     |
| 9  | Hubertus Zilverberg | G.B.C.                   | + 7 min 22 s     |
| 10 | Vincent Denson      | Pelforth-Sauvage-Lejeune | + 9 min 23 s     |